# Светляны
Светля́ны (бел. Святля́ны, пол. Swietlany) — деревня в Сморгонском районе Гродненской области Белоруссии.
Входит в состав Коренёвского сельсовета.

## География
Расположена в центральной части района. Расстояние до районного центра Сморгонь по автодороге — около 4,5 км, до центра сельсовета деревни Корени по прямой — чуть менее 2 км. Ближайшие населённые пункты — Корени, Рыбаки, Шематово. Площадь занимаемой территории составляет 0,5480 км², протяжённость границ 7580 м.
Согласно переписи население деревни в 1999 году насчитывало 113 человек.
Автомобильной дорогой местного значения Н6431 Светляны связаны с дорогой Н6478 Сморгонь — Девятни — Жодишки. Также через деревню проходит автодорога местного значения Н6755 Рыбаки — Светляны — Сморгонь.

## История
В 1861 году имение Светляны Свенцянского уезда принадлежало помещику Александрову. В имении насчитывалось 186 крепостных душ мужского пола (в том числе 11 дворовых) и 46 издельных дворов. Всего удобной земли в имении было 782 десятины (по 4 десятины на душу). Натуральные повинности выполнялись с каждого двора следующие: сторожество, караул по очереди, выделка пряжи, холста, сукна из господского материала, вывозка 1 сажени дров, 1 копа грибов, 2 курицы, 20 яиц. Пригона отбывалось 156 дней со двора для крепостных душ мужского и женского пола. Сгона было по 6 дней для рабочих душ мужского пола и 10 дней для душ женского пола.

## Достопримечательности
В деревне находятся остатки усадьбы постройки предположительно XIX века.